# 1979年七台河特大爆炸案
七台河特大爆炸案是1979年12月1日发生在中国黑龙江省七台河東風公社富强大队俱乐部的一起爆炸案。当时有900人正参加一场电影放映会，富强大队社員徐凤浩和徐凤德两兄弟趁機引爆炸弹，造成86人死亡，222人受伤，其中35人伤势严重。两人最終被判处死刑。 

## 背景
徐凤浩在大队挖煤、打井时，懂得如何使用炸药爆破，而且还倒卖过炸药。

## 動機
- 1978年，徐凤德报名参军，富强大队党支部书记以他家庭有问题為由拒絕。徐凤德想要考学，大队干部又不给复习时间。[2]

- 徐凤浩此前去原籍山东找对象，大队干部不给假。徐凤浩要地皮盖房子，大队干部拖著不給。案发前不久，徐凤浩小孩病死，他认为是大队卫生所有药不给用。[2]